# Лески (Лиманский район)
Лески (укр. Ліски) — посёлок, относится к Одесскому району Одесской области Украины. С 2020 года, наряду с сёлами Крыжановка, Фонтанка, Александровка, Светлое, Вапнярка и Новая Дофиновка, входит в Фонтанскую объединённую территориальную громаду (общину).
Население по переписи 2001 года составляло 543 человека. Почтовый индекс — 67562. Телефонный код — 4855. Занимает площадь 0,06 км². Код КОАТУУ — 5122783202.

## Местный совет
67562, Одесская обл., Одесский р-н, с. Крыжановка, ул. Ветеранов, 5